# Canton d'Ailly-sur-Noye
Le canton d'Ailly-sur-Noye est une circonscription électorale française située dans le département de la Somme et la région Hauts-de-France.

## Géographie
Ce canton est organisé autour d'Ailly-sur-Noye dans les arrondissements d'Amiens et de Montdidier. Son altitude varie de 27 m (Fouencamps) à 194 m (Belleuse).

## Histoire
- De 1833 à 1848, les cantons d'Ailly et de Moreuil avaient le même conseiller général. Le nombre de conseillers généraux était limité à 30 par département[5].
- Par décret du 26 février 2014, le nombre de cantons du département est divisé par deux, avec mise en application aux élections départementales de mars 2015. Le canton d'Ailly-sur-Noye est conservé et s'agrandit. Il passe de 22 à 54 communes[4].

## Représentation

### Conseillers généraux de 1833 à 2015
| Période                          | Période      | Identité                            | Étiquette                      | Qualité                                                                                               |
| -------------------------------- | ------------ | ----------------------------------- | ------------------------------ | --- |
| 1833                             | 1848         | Édouard Cadeau d'Acy                | Majorité ministérielle         | Propriétaire, maire de Villers-aux-Érables Président du Conseil Général (1841), Député (1837-1848)    |
| 1848                             | 1867 (décès) | Édouard de Morgan                   | Majorité dynastique            | Propriétaire Maire de Chaussoy-Epagny, conseiller d'arrondissement, Député (1857-1867)                |
| 1867                             | 1881 (décès) | Elie Paul Marie de Morgan           | Conservateur                   | Propriétaire Maire de Chaussoy-Epagny                                                                 |
| 1881                             | 1900 (décès) | Oswald de Fransures                 | Conservateur                   | Comte, propriétaire Conseiller municipal de Villers-Tournelle, conseiller d'arrondissement            |
| 1900                             | 1913 (décès) | Ulysse Flament                      | Parti radical                  | Agriculteur, Maire de Sourdon, conseiller d'arrondissement Elu lors d'une partielle le 4 février 1900 |
| 1913                             | 1940         | Louis Binant (1877-1941)            | Radical indépendant            | Médecin Maire d'Ailly-sur-Noye (1919-1941)                                                            |
| 1940-1944 - Occupation allemande |              |                                     |                                | |
| 1945                             | 1951         | Robert Verdez                       | SFIO                           | Employé à la SNCF Maire d'Ailly-sur-Noye (1945-1953)                                                  |
| 1951                             | 1974 (décès) | William Classen                     | Radical                        | Médecin Maire d'Ailly-sur-Noye (1953-1974)                                                            |
| 1974                             | 1993 (décès) | Pierre Classen                      | Radical puis MDSF puis UDF-PSD | Médecin, Conseiller municipal d'Ailly-sur-Noye Conseiller régional                                    |
| 1993                             | 2001         | Olivier Classen (fils du précédent) | UDF                            | Médecin                                                                                               |
| 2001                             | 2015         | Brigitte Lhomme                     | DVD                            | Fonctionnaire administratif Maire de Rouvrel (2001-2010)                                              |

### Conseillers d'arrondissement (de 1833 à 1940)
| Période                                  | Période          | Identité                                      | Étiquette           | Qualité |
| ---------------------------------------- | ---------------- | --------------------------------------------- | ------------------- | --- |
| Les données manquantes sont à compléter. |                  |                                               |                     | |
| 1833                                     | 1837 (décès)     | Auguste Stanislas Gravet (1777-1837)          |                     | Ancien militaire, ancien négociant, ancien adjoint au maire de Beauvais (Oise), propriétaire, maire de Mailly-Raineval |
| 1837                                     | 1845             | Jean Baptiste Alphonse Lecointe (1802-1866)   |                     | Ancien notaire, maire de Mailly-Raineval                                                                               |
| 1845                                     | 1848             | Édouard de Morgan                             | Majorité dynastique | Propriétaire, maire de Chaussoy-Epagny                                                                                 |
|                                          |                  |                                               |                     | |
|                                          | 1881             | Oswald de Fransures                           | Conservateur        | Comte, propriétaire Conseiller municipal de Villers-Tournelle                                                          |
|                                          |                  |                                               |                     | |
|                                          | 1884 (décès)     | Auguste Eugène Achille Carpentier (1838-1884) |                     | Notaire à Ailly-sur-Noye                                                                                               |
|                                          |                  |                                               |                     | |
|                                          | 1900 (démission) | Ulysse Flament                                | Parti radical       | Agriculteur, Maire de Sourdon                                                                                          |
|                                          |                  |                                               |                     | |
| 1919                                     | 1927 (décès)     | Wilfrid Georget (1858-1927)                   | Radical             | Marchand boulanger et grainetier, maire d'Ailly-sur-Noye (1896-1904)                                                   |
| 1927                                     | 1940             | Arthémie Rouen                                | Rad.ind.            | Propriétaire à Ailly-sur-Noye et négociant en bestiaux, maire de Thory                                                 |
| 1940                                     |                  |                                               |                     | Les conseils d'arrondissement ont été suspendus par la loi du 12 octobre 1940 et n'ont jamais été réactivés            |

### Conseillers départementaux depuis 2015
| Période élective | Période élective | Mandat | Mandat   | Identité        | Nuance | Nuance | Qualité |
| ---------------- | ---------------- | ------ | -------- | --------------- | ------ | ------ | --- |
| 2015             | 2021             | 2015   | 2021     | Pascal Bohin    |        | DVD    | Responsable administratif Maire de Conty (2014 → ) Vice-président du conseil départemental de la Somme (2020 → ) Vice-président de la CC du Continois (2014 → 2016) Vice-président de la CC Somme Sud-Ouest (2017 → ) |
| 2015             | 2021             | 2015   | 2021     | Brigitte Lhomme |        | DVD    | Fonctionnaire territoriale Maire de Rouvrel (1995 → 2010) Vice-présidente du conseil départemental de la Somme (2015 → ) Conseillère régionale des Hauts-de-France (2015 → )                                          |
| 2021             | 2028             | 2021   | en cours | Pascal Bohin    |        | DVD    | Responsable administratif Maire de Conty (2014 → ) Vice-président du conseil départemental de la Somme (2020 → ) Vice-président de la CC du Continois (2014 → 2016) Vice-président de la CC Somme Sud-Ouest (2017 → ) |
| 2021             | 2028             | 2021   | en cours | Brigitte Lhomme |        | DVD    | Fonctionnaire territoriale Maire de Rouvrel (1995 → 2010) Vice-présidente du conseil départemental de la Somme (2015 → ) Conseillère régionale des Hauts-de-France (2015 → )                                          |

### Résultats détaillés

#### Élections de mars 2015
Pascal Bohin et Brigitte Lhomme sont membres du groupe "Somme droite et indépendante". Ils ont quitté LR.
| Candidats            | Candidats              | Partis      | Partis      | Premier tour | Premier tour | Second tour | Second tour |
| Candidats            | Candidats              | Partis      | Partis      | Voix         | %            | Voix        | %           |
| -------------------- | ---------------------- | ----------- | ----------- | ------------ | ------------ | ----------- | ----------- |
| 1                    | Pascal Bohin           |             | DVD         | 3 523        | 39,33        | 5 602       | 66,62       |
| 1                    | Brigitte Lhomme*       |             | DVD         | 3 523        | 39,33        | 5 602       | 66,62       |
| 2                    | Abdelkader Cherfi      |             | FN          | 2 431        | 27,14        | 2 807       | 33,38       |
| 2                    | Annie Lourdel          |             | FN          | 2 431        | 27,14        | 2 807       | 33,38       |
| 3                    | Amélie Cardon          |             | PS          | 1 663        | 18,56        |             |             |
| 3                    | Gérard Leroy           |             | PS          | 1 663        | 18,56        |             |             |
| 4                    | Linda Horemans         |             | MoDem       | 1 341        | 14,97        |             |             |
| 4                    | Jean-Christophe Loric* |             | MoDem       | 1 341        | 14,97        |             |             |
|                      |                        |             |             |              |              |             |             |
| Inscrits             | Inscrits               | Inscrits    | Inscrits    | 16 282       | 100,00       | 16 282      | 100,00      |
| Abstentions          | Abstentions            | Abstentions | Abstentions | 6 800        | 41,76        | 6 958       | 42,73       |
| Votants              | Votants                | Votants     | Votants     | 9 482        | 58,24        | 9 324       | 57,27       |
| Blancs               | Blancs                 | Blancs      | Blancs      | 379          | 4,00         | 727         | 7,80        |
| Nuls                 | Nuls                   | Nuls        | Nuls        | 145          | 1,53         | 188         | 2,02        |
| Exprimés             | Exprimés               | Exprimés    | Exprimés    | 8 958        | 94,47        | 8 409       | 90,19       |
| * conseiller sortant |                        |             |             |              |              |             |             |

#### Élections de juin 2021
Le premier tour des élections départementales de 2021 est marqué par un très faible taux de participation (33,26 % au niveau national). Dans le canton d'Ailly-sur-Noye, ce taux de participation est de 41,85 % (6 866 votants sur 16 405 inscrits) contre 36,82 % au niveau départemental. À l'issue de ce premier tour, deux binômes sont en ballottage : Pascal Bohin et Brigitte Lhomme (Union au centre et à droite, 43,71 %) et Loïc Dubois et Léa Fournier (RN, 21,91 %).
Le second tour des élections est marqué une nouvelle fois par une abstention massive équivalente au premier tour. Les taux de participation sont de 34,36 % au niveau national, 36,7 % dans le département et 40,7 % dans le canton d'Ailly-sur-Noye. Pascal Bohin et Brigitte Lhomme (Union au centre et à droite) sont élus avec 72,7 % des suffrages exprimés (4 365 voix pour 6 678 votants et 16 408 inscrits),,,.

## Composition

### Composition avant 2015

Situation du canton d'Ailly-sur-Noye dans le département de la Somme avant 2015.

Le canton d'Ailly-sur-Noye regroupait 22 communes.
| Nom                        | Code Insee | Codepostal | Superficie (km2) | Population (dernière pop. légale) | Densité (hab./km2) |
| -------------------------- | ---------- | ---------- | ---------------- | --------------------------------- | ------------------ |
| Ailly-sur-Noye (chef-lieu) | 80010      | 80250      | 25,35            | 2 853 (2012)                      | 113                |
| Aubvillers                 | 80037      | 80110      | 4,88             | 142 (2012)                        | 29                 |
| Chaussoy-Epagny            | 80188      | 80250      | 11,59            | 584 (2012)                        | 50                 |
| Chirmont                   | 80193      | 80250      | 7,85             | 122 (2012)                        | 16                 |
| Coullemelle                | 80214      | 80250      | 9,32             | 332 (2012)                        | 36                 |
| Esclainvillers             | 80283      | 80250      | 5,58             | 156 (2012)                        | 28                 |
| La Faloise                 | 80299      | 80250      | 9,75             | 213 (2012)                        | 22                 |
| Flers-sur-Noye             | 80315      | 80160      | 4,65             | 461 (2012)                        | 99                 |
| Folleville                 | 80321      | 80250      | 6,09             | 148 (2012)                        | 24                 |
| Fransures                  | 80349      | 80160      | 4,26             | 147 (2012)                        | 35                 |
| Grivesnes                  | 80390      | 80250      | 18,75            | 378 (2012)                        | 20                 |
| Hallivillers               | 80407      | 80250      | 7,12             | 144 (2012)                        | 20                 |
| Jumel                      | 80452      | 80250      | 8,89             | 452 (2012)                        | 51                 |
| Lawarde-Mauger-l'Hortoy    | 80469      | 80250      | 9,32             | 185 (2012)                        | 20                 |
| Louvrechy                  | 80494      | 80250      | 5,78             | 206 (2012)                        | 36                 |
| Mailly-Raineval            | 80499      | 80110      | 14,30            | 256 (2012)                        | 18                 |
| Quiry-le-Sec               | 80657      | 80250      | 6,88             | 321 (2012)                        | 47                 |
| Rogy                       | 80675      | 80160      | 6,77             | 139 (2012)                        | 21                 |
| Rouvrel                    | 80681      | 80250      | 7,16             | 277 (2012)                        | 39                 |
| Sauvillers-Mongival        | 80729      | 80110      | 5,18             | 182 (2012)                        | 35                 |
| Sourdon                    | 80740      | 80250      | 5,12             | 289 (2012)                        | 56                 |
| Thory                      | 80758      | 80250      | 5,19             | 172 (2012)                        | 33                 |

### Composition depuis 2015
Lors du redécoupage de 2014, le canton d'Ailly-sur-Noye comprenait 54 communes entières.
À la suite de la création de la commune nouvelle de Ô-de-Selle au 1er janvier 2019, le canton comprend désormais cinquante-deux communes entières.
| Nom                                    | Code Insee | Intercommunalité    | Superficie (km2) | Population (dernière pop. légale) | Densité (hab./km2) | Modifier                                    |
| -------------------------------------- | ---------- | ------------------- | ---------------- | --------------------------------- | ------------------ | ------------------------------------------- |
| Ailly-sur-Noye (bureau centralisateur) | 80010      | CC Avre Luce Noye   | 25,35            | 2 669 (2022)                      | 105                | modifier les données · modifier les données |
| Aubvillers                             | 80037      | CC Avre Luce Noye   | 4,88             | 167 (2022)                        | 34                 | modifier les données · modifier les données |
| Bacouel-sur-Selle                      | 80050      | CC Somme Sud-Ouest  | 6,24             | 466 (2022)                        | 75                 | modifier les données · modifier les données |
| Belleuse                               | 80079      | CC Somme Sud-Ouest  | 7,80             | 299 (2022)                        | 38                 | modifier les données · modifier les données |
| Bosquel                                | 80114      | CC Somme Sud-Ouest  | 9,48             | 346 (2022)                        | 36                 | modifier les données · modifier les données |
| Brassy                                 | 80134      | CC Somme Sud-Ouest  | 2,41             | 82 (2022)                         | 34                 | modifier les données · modifier les données |
| Chaussoy-Epagny                        | 80188      | CC Avre Luce Noye   | 11,59            | 587 (2022)                        | 51                 | modifier les données · modifier les données |
| Chirmont                               | 80193      | CC Avre Luce Noye   | 7,85             | 153 (2022)                        | 19                 | modifier les données · modifier les données |
| Contre                                 | 80210      | CC Somme Sud-Ouest  | 9,75             | 146 (2022)                        | 15                 | modifier les données · modifier les données |
| Conty                                  | 80211      | CC Somme Sud-Ouest  | 23,72            | 1 709 (2022)                      | 72                 | modifier les données · modifier les données |
| Cottenchy                              | 80213      | CC Avre Luce Noye   | 10,73            | 555 (2022)                        | 52                 | modifier les données · modifier les données |
| Coullemelle                            | 80214      | CC Avre Luce Noye   | 9,32             | 309 (2022)                        | 33                 | modifier les données · modifier les données |
| Courcelles-sous-Thoix                  | 80219      | CC Somme Sud-Ouest  | 4,37             | 66 (2022)                         | 15                 | modifier les données · modifier les données |
| Dommartin                              | 80246      | CC Avre Luce Noye   | 6,55             | 342 (2022)                        | 52                 | modifier les données · modifier les données |
| Esclainvillers                         | 80283      | CC Avre Luce Noye   | 5,58             | 159 (2022)                        | 28                 | modifier les données · modifier les données |
| Essertaux                              | 80285      | CC Somme Sud-Ouest  | 6,60             | 270 (2022)                        | 41                 | modifier les données · modifier les données |
| Estrées-sur-Noye                       | 80291      | CA Amiens Métropole | 5,96             | 281 (2022)                        | 47                 | modifier les données · modifier les données |
| La Faloise                             | 80299      | CC Avre Luce Noye   | 9,75             | 215 (2022)                        | 22                 | modifier les données · modifier les données |
| Flers-sur-Noye                         | 80315      | CC Avre Luce Noye   | 4,65             | 522 (2022)                        | 112                | modifier les données · modifier les données |
| Fleury                                 | 80317      | CC Somme Sud-Ouest  | 9,42             | 204 (2022)                        | 22                 | modifier les données · modifier les données |
| Folleville                             | 80321      | CC Avre Luce Noye   | 6,09             | 142 (2022)                        | 23                 | modifier les données · modifier les données |
| Fossemanant                            | 80334      | CC Somme Sud-Ouest  | 2,70             | 101 (2022)                        | 37                 | modifier les données · modifier les données |
| Fouencamps                             | 80337      | CC Avre Luce Noye   | 3,65             | 211 (2022)                        | 58                 | modifier les données · modifier les données |
| Fransures                              | 80349      | CC Avre Luce Noye   | 4,26             | 127 (2022)                        | 30                 | modifier les données · modifier les données |
| Frémontiers                            | 80352      | CC Somme Sud-Ouest  | 12,89            | 166 (2022)                        | 13                 | modifier les données · modifier les données |
| Grattepanche                           | 80387      | CA Amiens Métropole | 6,43             | 320 (2022)                        | 50                 | modifier les données · modifier les données |
| Grivesnes                              | 80390      | CC Avre Luce Noye   | 18,75            | 410 (2022)                        | 22                 | modifier les données · modifier les données |
| Guyencourt-sur-Noye                    | 80403      | CC Avre Luce Noye   | 3,81             | 159 (2022)                        | 42                 | modifier les données · modifier les données |
| Hallivillers                           | 80407      | CC Avre Luce Noye   | 7,12             | 141 (2022)                        | 20                 | modifier les données · modifier les données |
| Jumel                                  | 80452      | CC Avre Luce Noye   | 8,89             | 531 (2022)                        | 60                 | modifier les données · modifier les données |
| Lawarde-Mauger-l'Hortoy                | 80469      | CC Avre Luce Noye   | 9,32             | 154 (2022)                        | 17                 | modifier les données · modifier les données |
| Louvrechy                              | 80494      | CC Avre Luce Noye   | 5,78             | 198 (2022)                        | 34                 | modifier les données · modifier les données |
| Mailly-Raineval                        | 80499      | CC Avre Luce Noye   | 14,30            | 303 (2022)                        | 21                 | modifier les données · modifier les données |
| Monsures                               | 80558      | CC Somme Sud-Ouest  | 8,98             | 217 (2022)                        | 24                 | modifier les données · modifier les données |
| Namps-Maisnil                          | 80582      | CC Somme Sud-Ouest  | 21,96            | 1 014 (2022)                      | 46                 | modifier les données · modifier les données |
| Nampty                                 | 80583      | CC Somme Sud-Ouest  | 5,21             | 281 (2022)                        | 54                 | modifier les données · modifier les données |
| Ô-de-Selle                             | 80485      | CC Somme Sud-Ouest  | 26,72            | 1 153 (2022)                      | 43                 | modifier les données · modifier les données |
| Oresmaux                               | 80611      | CC Somme Sud-Ouest  | 11,03            | 978 (2022)                        | 89                 | modifier les données · modifier les données |
| Plachy-Buyon                           | 80627      | CC Somme Sud-Ouest  | 10,13            | 863 (2022)                        | 85                 | modifier les données · modifier les données |
| Prouzel                                | 80643      | CC Somme Sud-Ouest  | 5,19             | 571 (2022)                        | 110                | modifier les données · modifier les données |
| Quiry-le-Sec                           | 80657      | CC Avre Luce Noye   | 6,88             | 313 (2022)                        | 45                 | modifier les données · modifier les données |
| Remiencourt                            | 80668      | CA Amiens Métropole | 4,82             | 172 (2022)                        | 36                 | modifier les données · modifier les données |
| Rogy                                   | 80675      | CC Avre Luce Noye   | 6,77             | 143 (2022)                        | 21                 | modifier les données · modifier les données |
| Rouvrel                                | 80681      | CC Avre Luce Noye   | 7,16             | 303 (2022)                        | 42                 | modifier les données · modifier les données |
| Saint-Sauflieu                         | 80717      | CA Amiens Métropole | 7,76             | 981 (2022)                        | 126                | modifier les données · modifier les données |
| Sauvillers-Mongival                    | 80729      | CC Avre Luce Noye   | 5,18             | 184 (2022)                        | 36                 | modifier les données · modifier les données |
| Sentelie                               | 80734      | CC Somme Sud-Ouest  | 5,53             | 212 (2022)                        | 38                 | modifier les données · modifier les données |
| Sourdon                                | 80740      | CC Avre Luce Noye   | 5,12             | 308 (2022)                        | 60                 | modifier les données · modifier les données |
| Thézy-Glimont                          | 80752      | CA Amiens Métropole | 6,76             | 666 (2022)                        | 99                 | modifier les données · modifier les données |
| Thoix                                  | 80757      | CC Somme Sud-Ouest  | 11,12            | 146 (2022)                        | 13                 | modifier les données · modifier les données |
| Thory                                  | 80758      | CC Avre Luce Noye   | 5,19             | 208 (2022)                        | 40                 | modifier les données · modifier les données |
| Velennes                               | 80786      | CC Somme Sud-Ouest  | 3,96             | 141 (2022)                        | 36                 | modifier les données · modifier les données |
| Canton d'Ailly-sur-Noye                | 8003       |                     | 451,46           | 21 364 (2022)                     | 47                 | modifier les données                        |

## Démographie

### Démographie avant 2015
| 1962  | 1968  | 1975  | 1982  | 1990  | 1999  | 2006  | 2011  | 2012  |
| ----- | ----- | ----- | ----- | ----- | ----- | ----- | ----- | ----- |
| 5 873 | 5 958 | 5 647 | 6 253 | 6 659 | 7 018 | 7 464 | 8 045 | 8 159 |

### Démographie depuis 2015
En 2022, le canton comptait 21 364 habitants, en évolution de −1,21 % par rapport à 2016 (Somme : −1,26 %, France hors Mayotte : +2,11 %).
| 2013   | 2018   | 2022   |
| ------ | ------ | ------ |
| 21 147 | 21 636 | 21 364 |